# Beskid Śląski

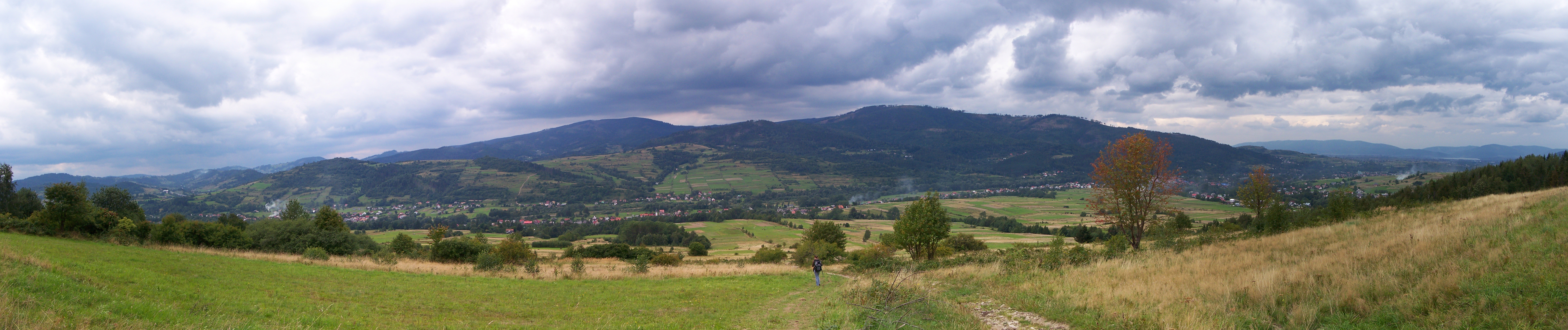
Panorama Beskidu Śląskiego na wysokości Ciśca

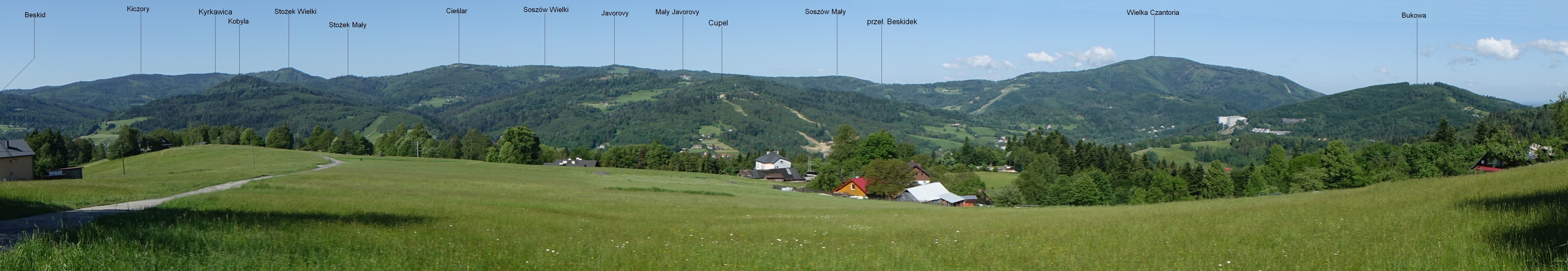
Widok na Beskid Śląski ze stoków Kamiennego

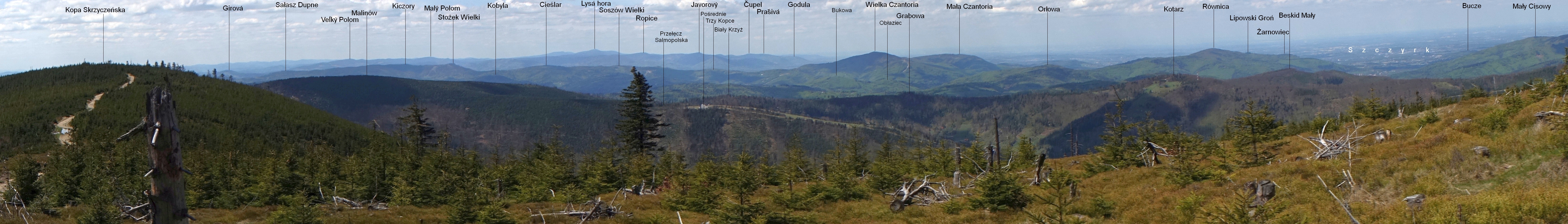
Widok z Małego Skrzycznego

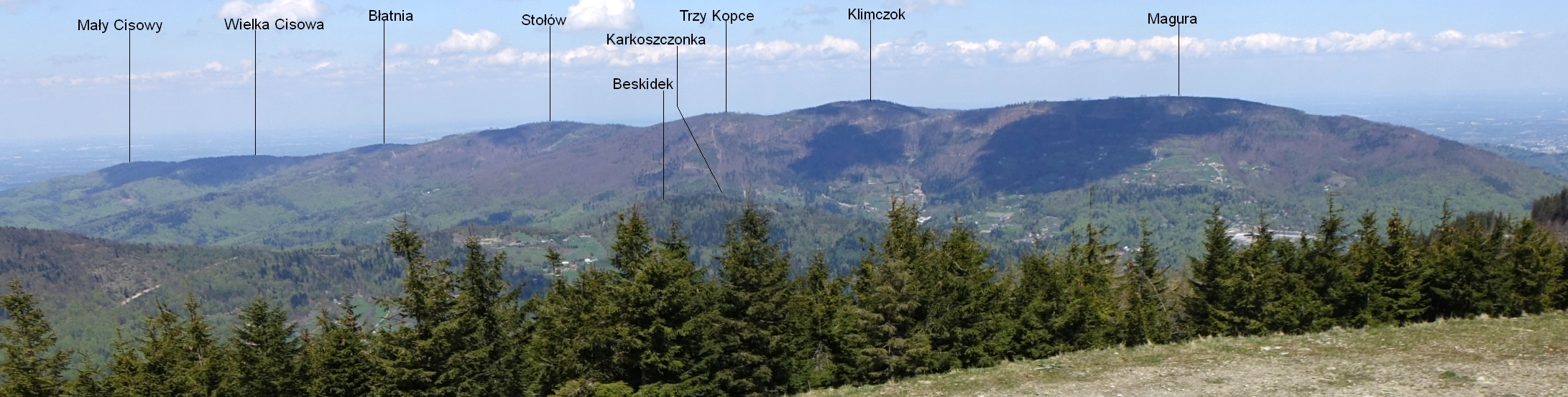
Pasmo Klimczoka i Szyndzielni

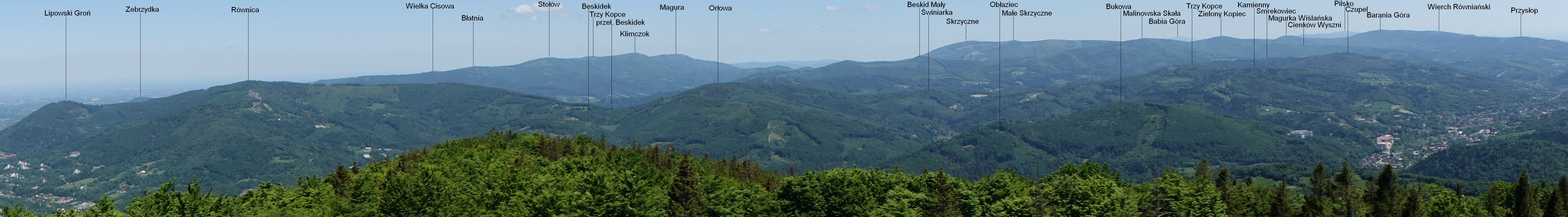
Pasmo Równicy

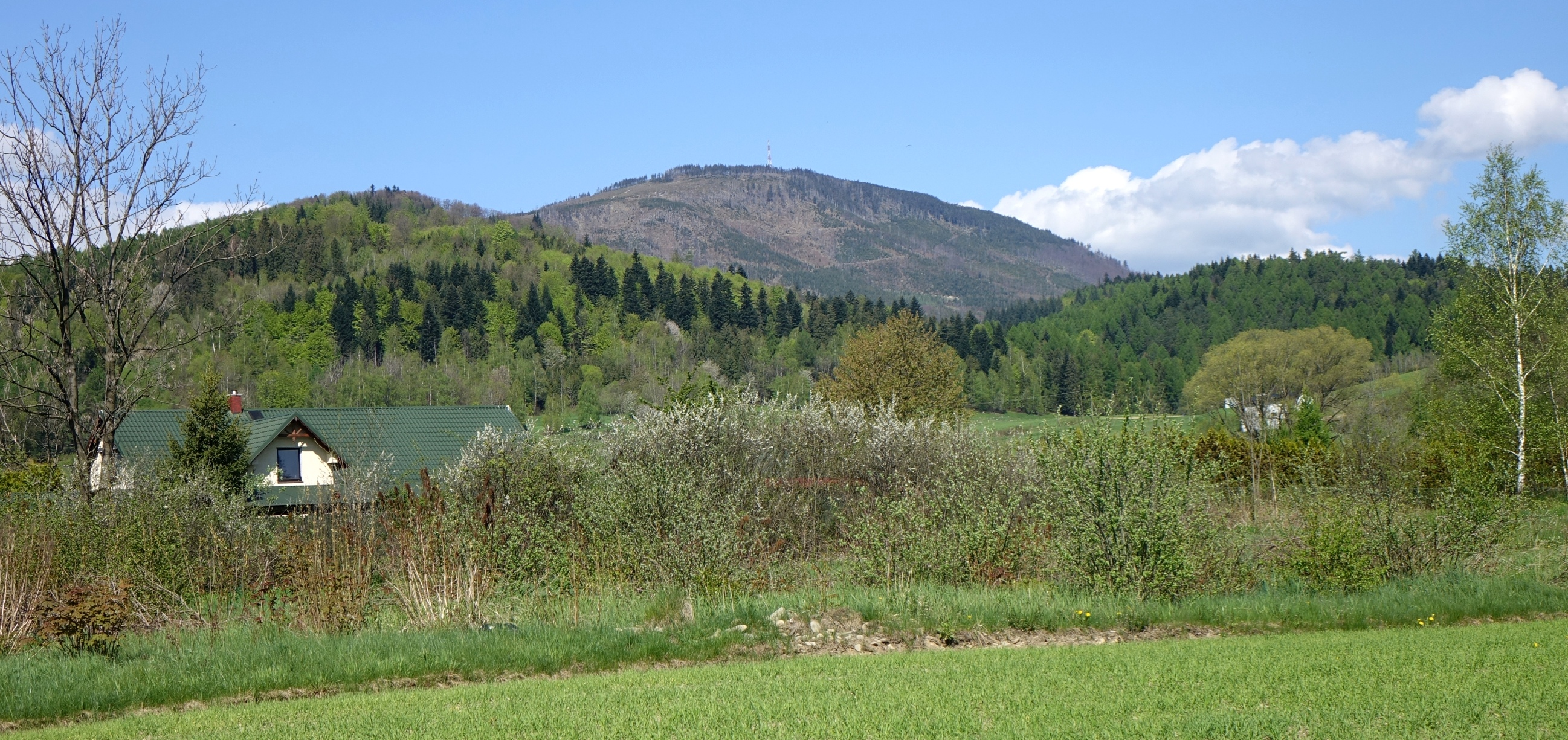
Skrzyczne

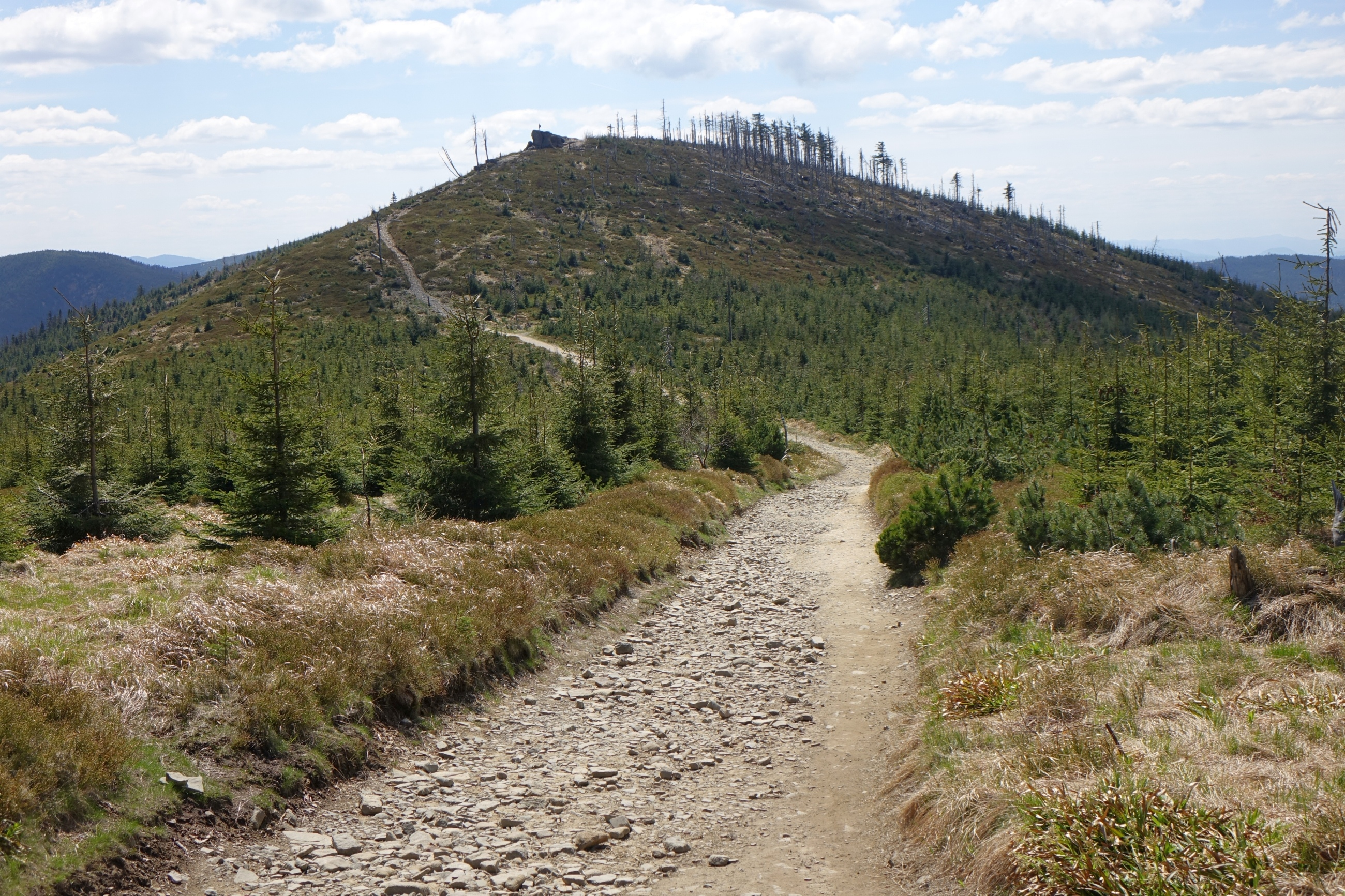
Malinowska Skała

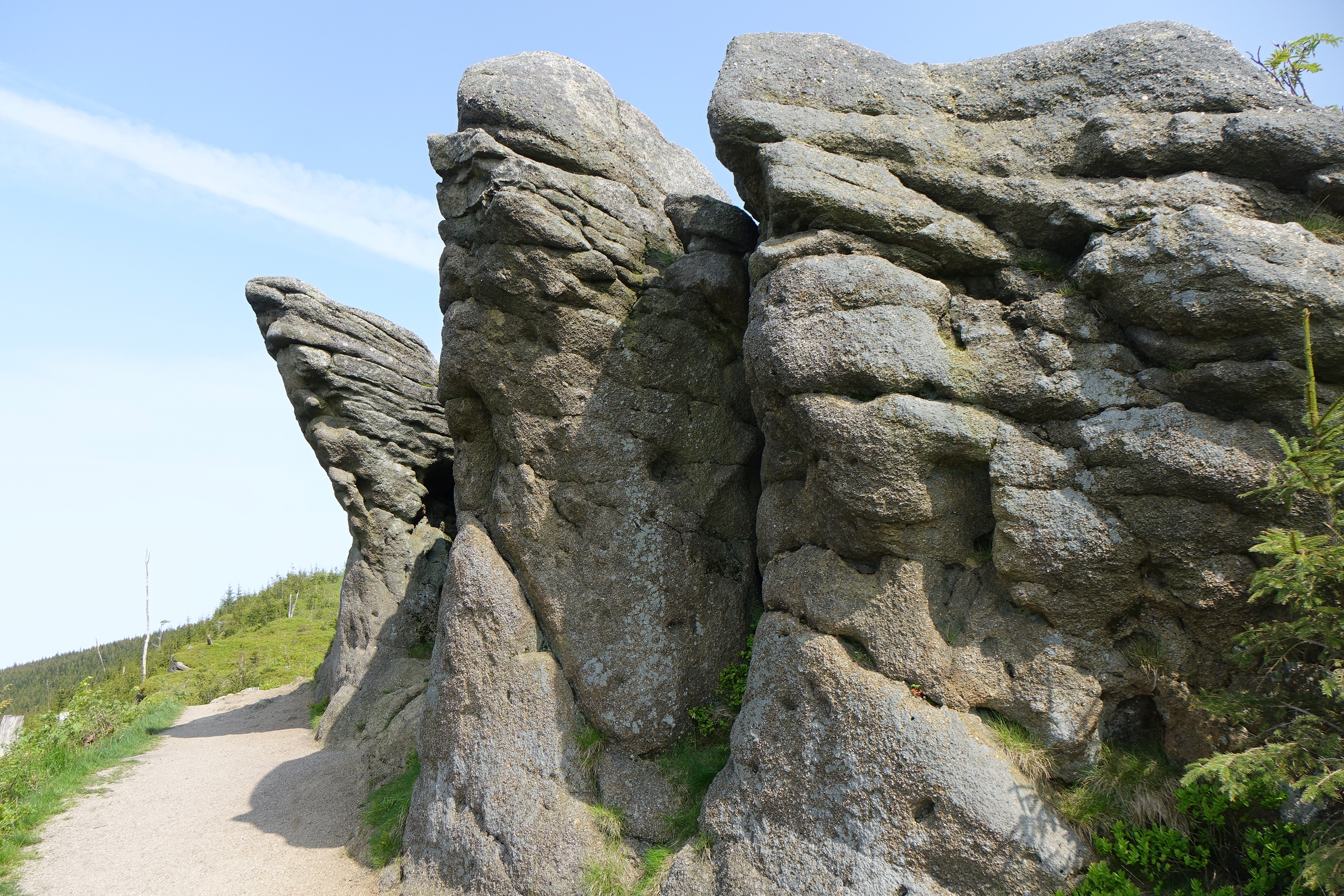
Skała Mur na Magurce Wiślańskiej

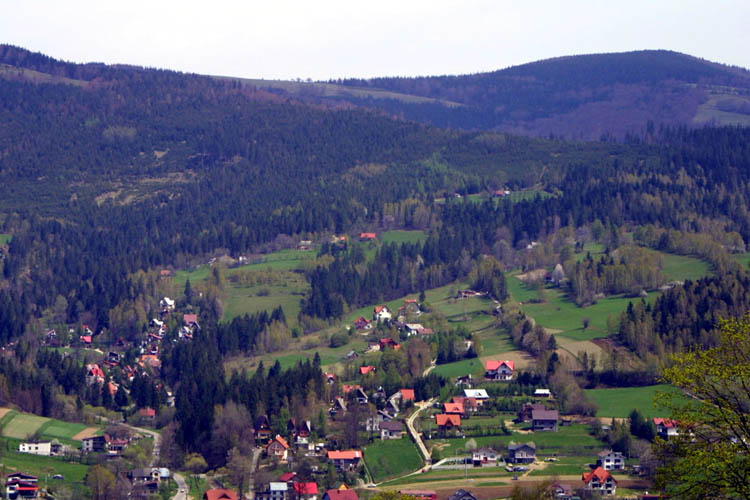
Brenna

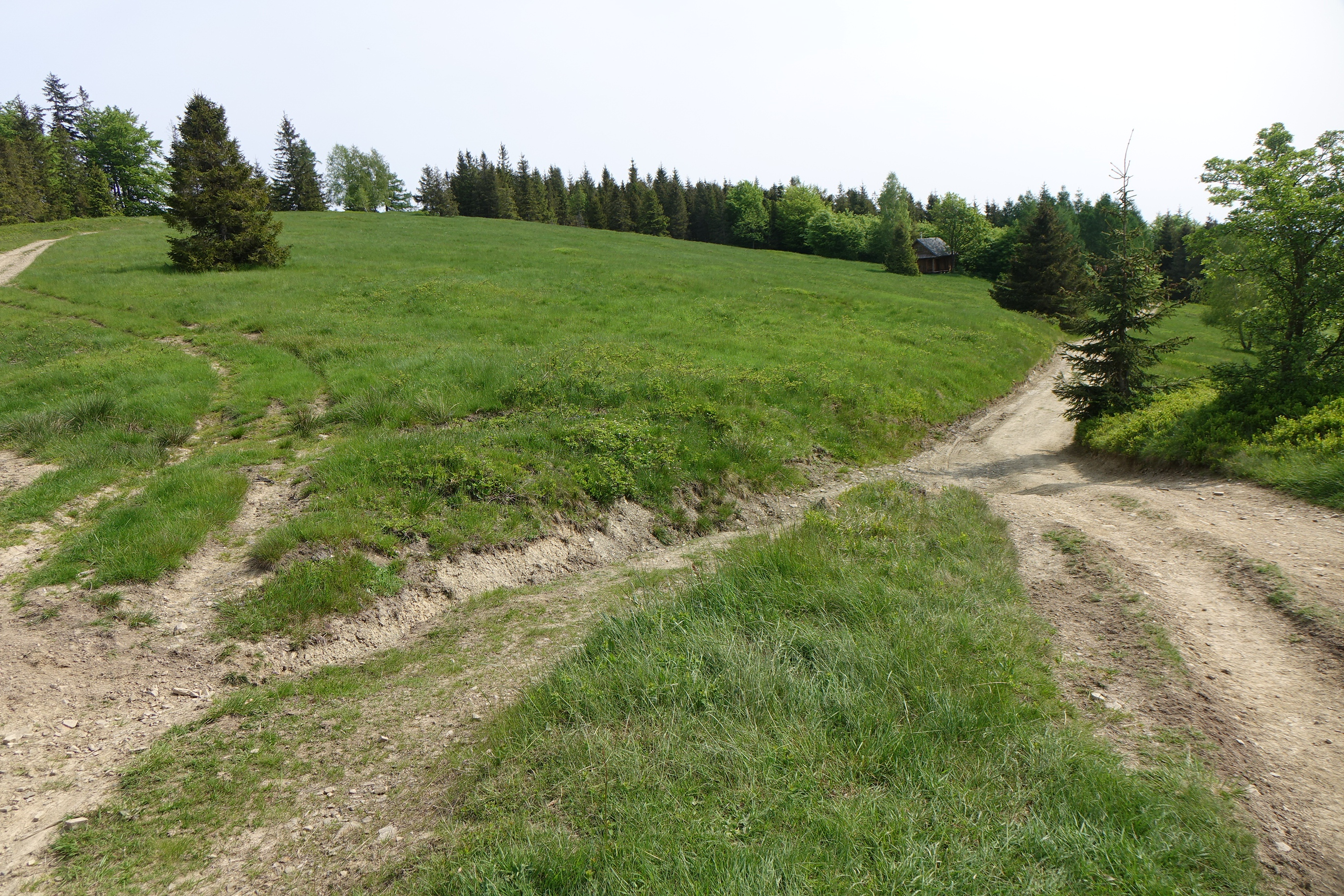
Hala Ostre

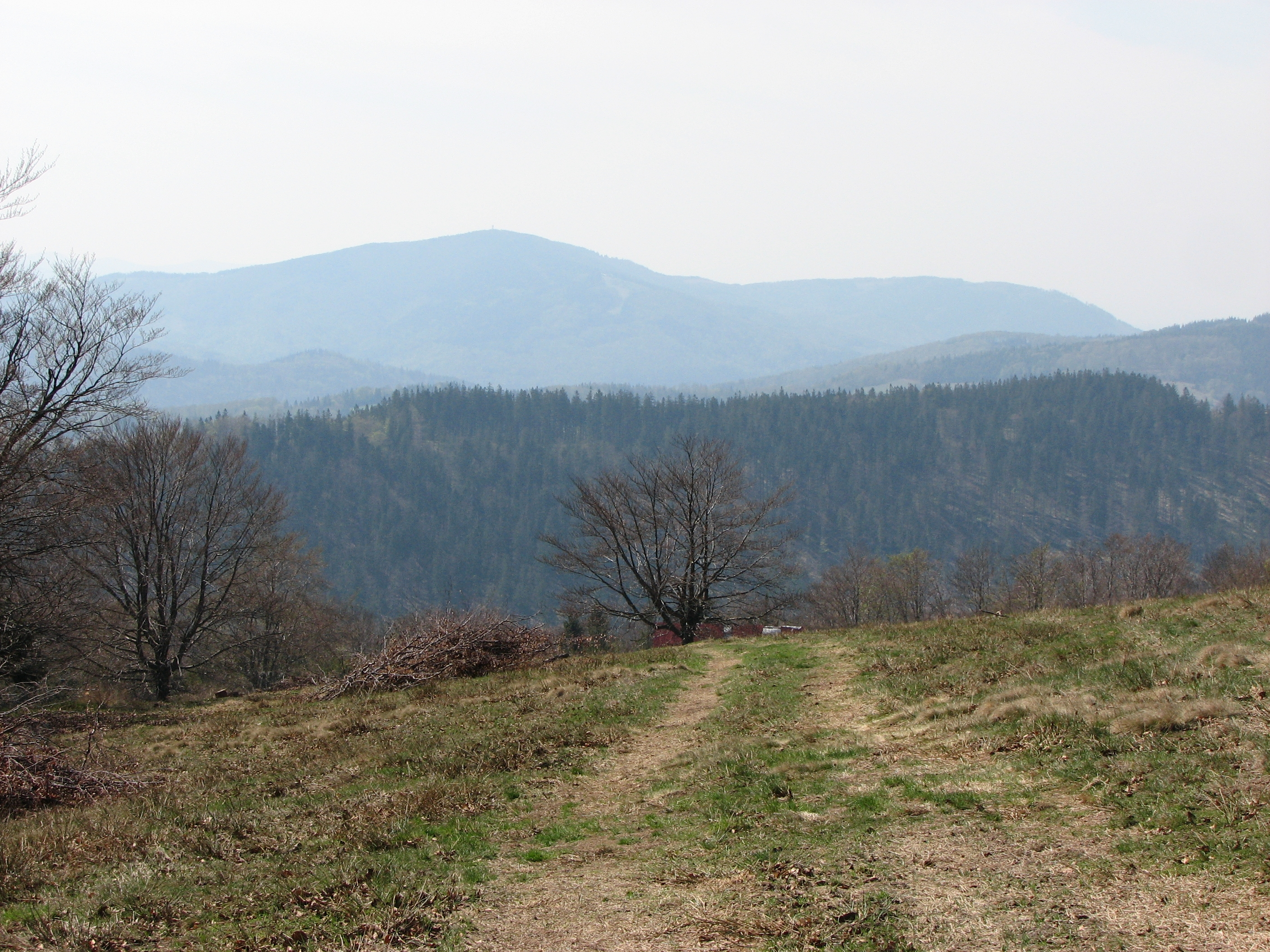
Widok na Czantorię Wielką z Kotarza

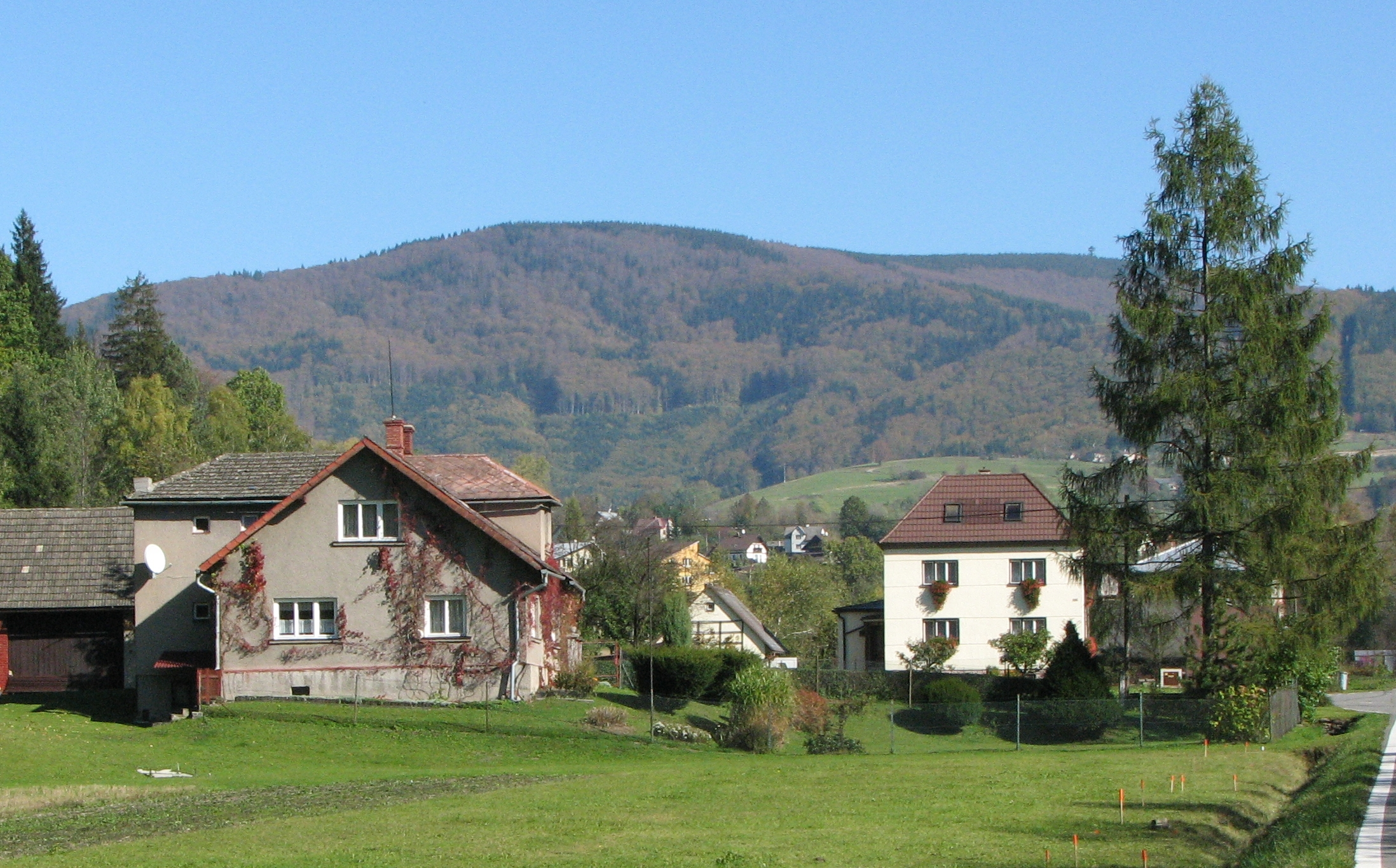
Widok na pasmo Czantorii z okolic wsi Nydek

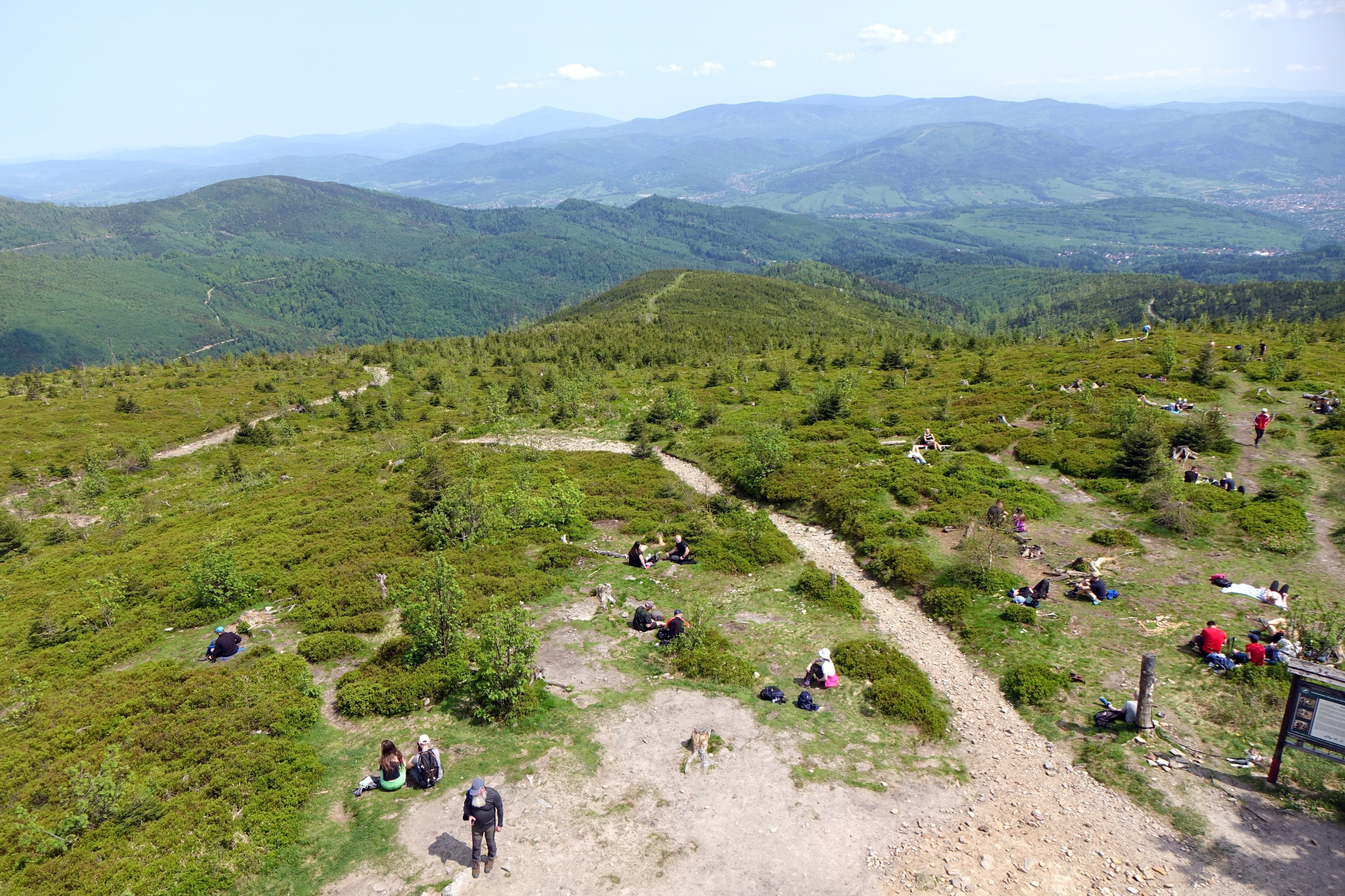
Beskid Śląski – widok z Baraniej Góry

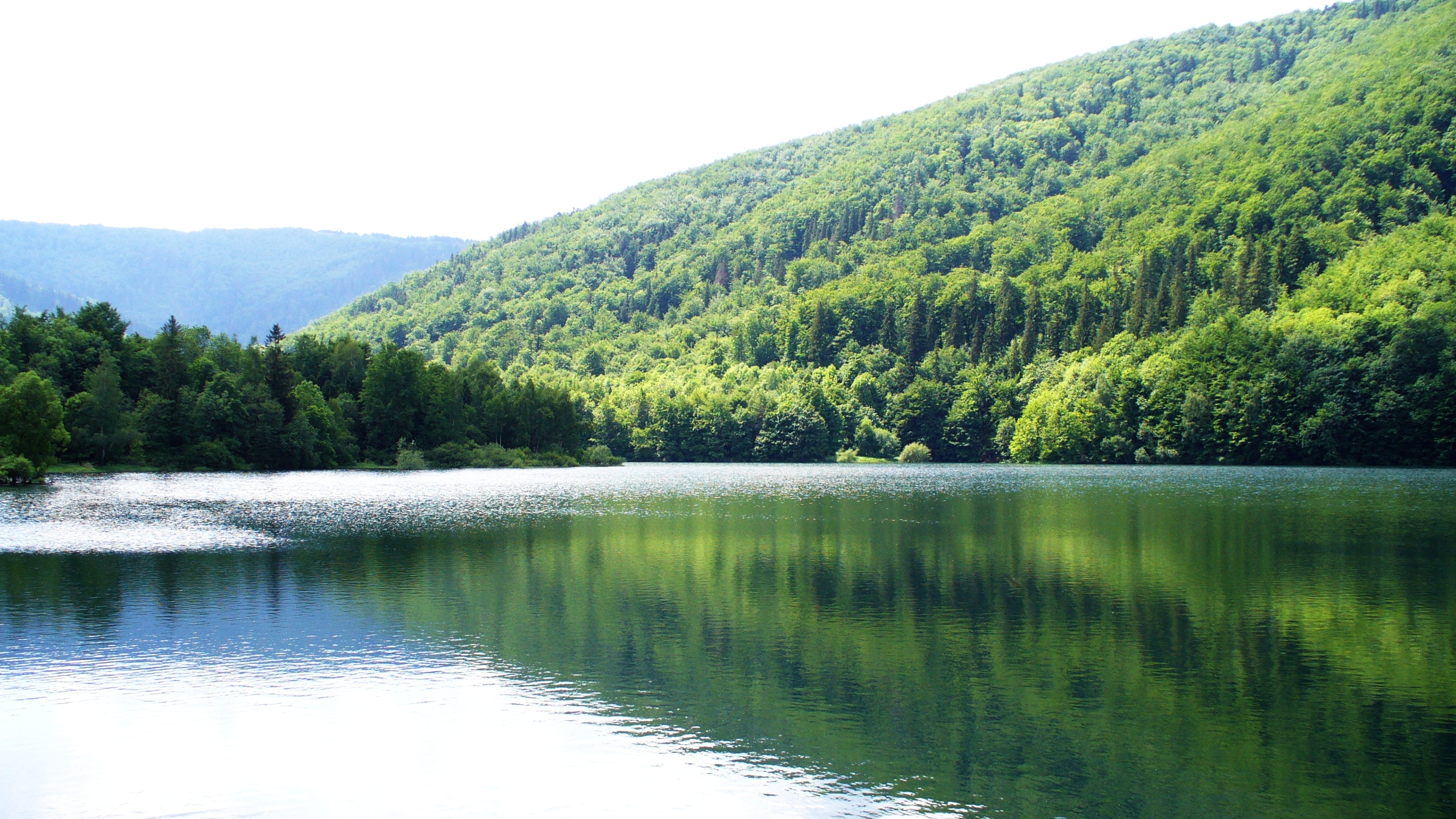
Widok na Błatnią z Doliny Wapienicy

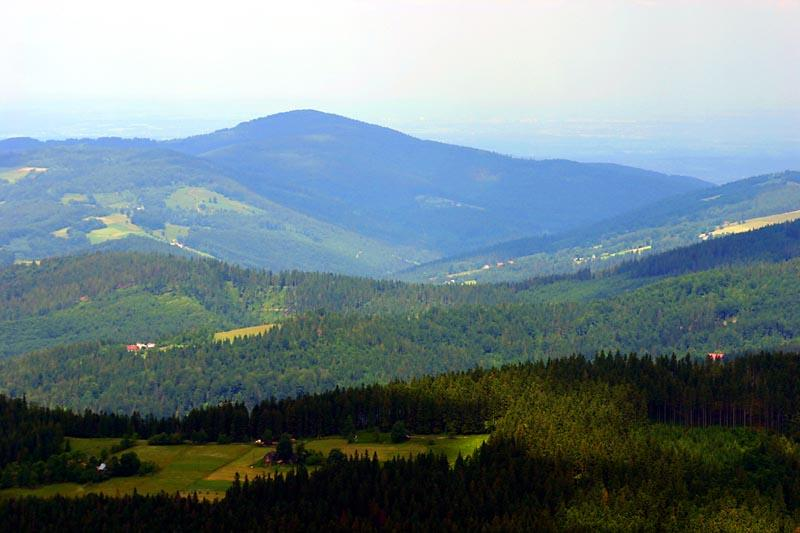
Barania Góra

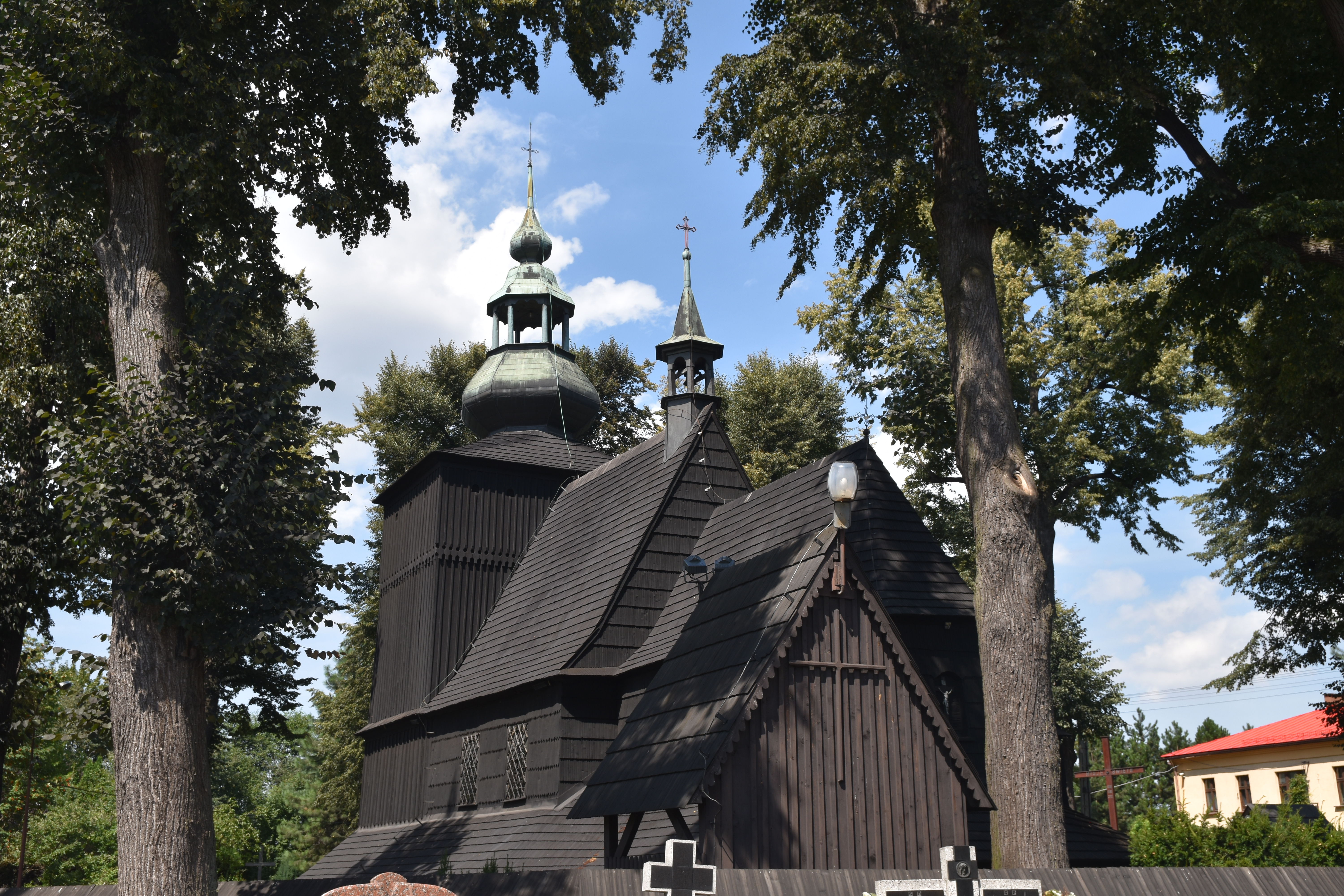
Kościół św. Barbary w Bielsku-Białej

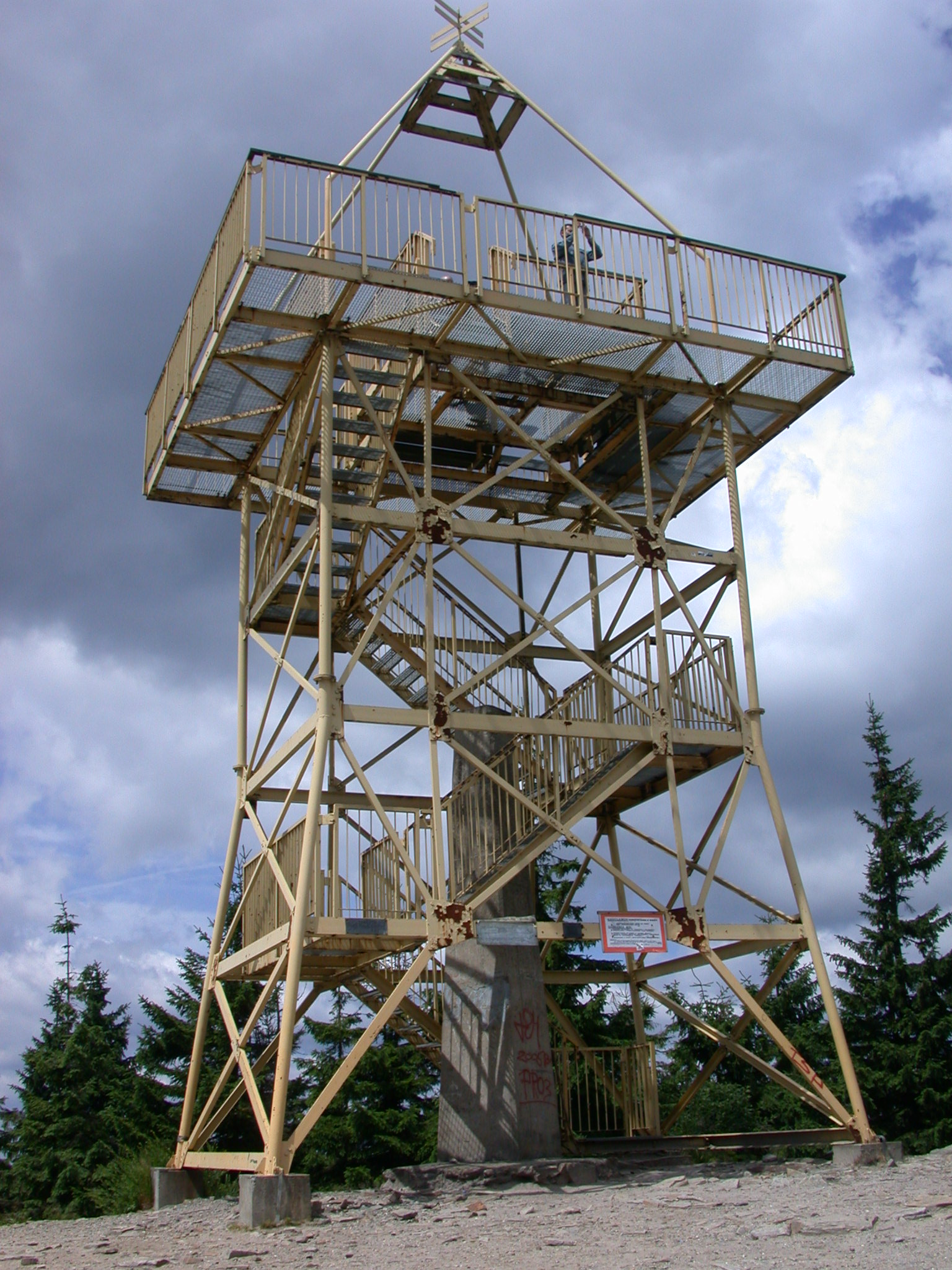
Wieża widokowa na szczycie Baraniej Góry; szczyt jest węzłem szlaków

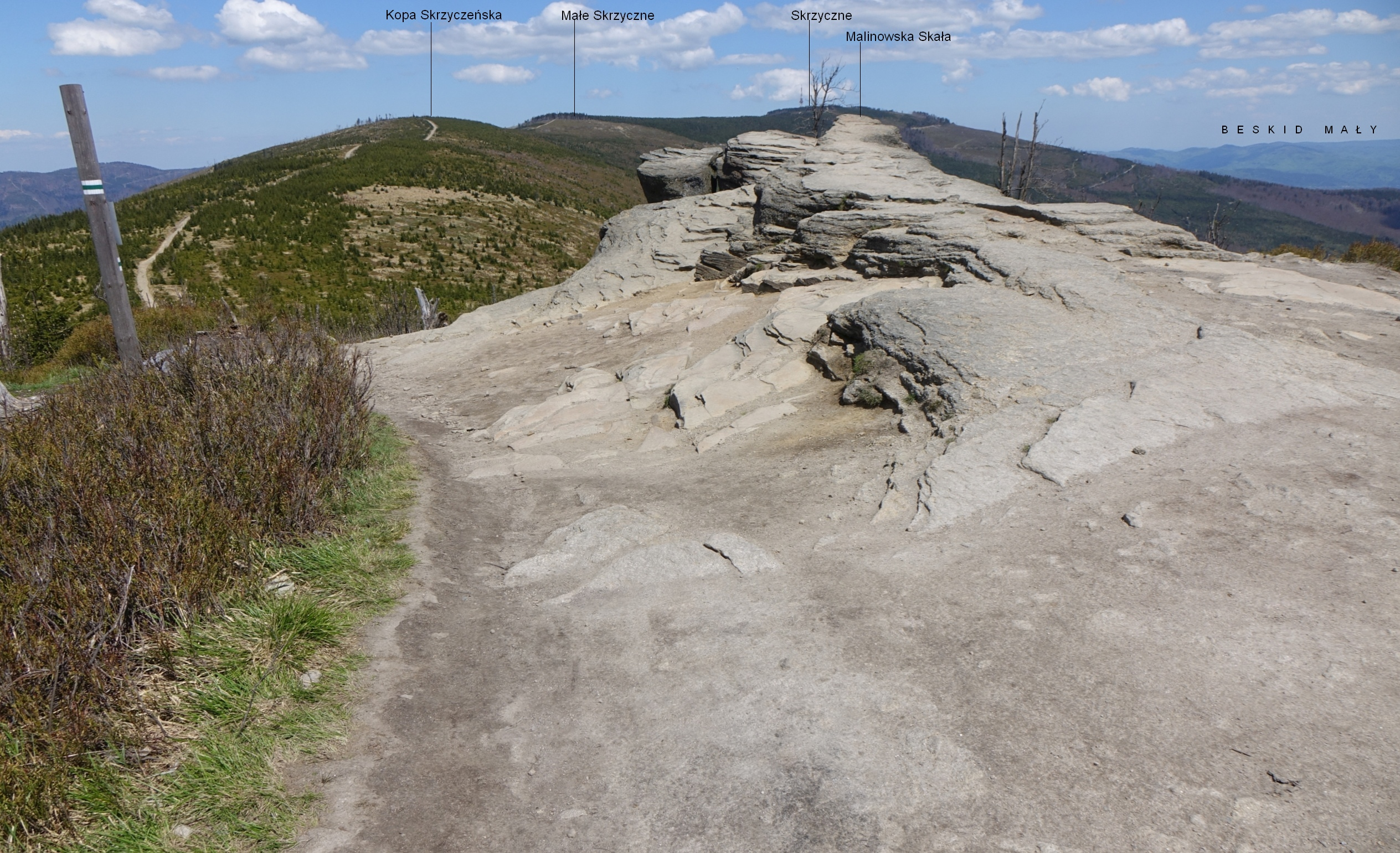
Główny grzbiet Pasma Baraniej Góry i Skrzycznego

Beskid Śląski (cz. Slezské Beskydy, czasem również Těšínské Beskydy, 513.45) – pasmo górskie, stanowiące część Beskidów Zachodnich. Jest mezoregionem wchodzącym w skład prowincji Karpat Zachodnich. Najwyższymi szczytami Beskidu Śląskiego są Skrzyczne (1257 m) i Barania Góra (1215 m), natomiast dla części czeskiej Czantoria Wielka (995 m).

## Położenie
Beskid Śląski graniczy z Beskidem Morawsko-Śląskim na zachodzie, Beskidem Żywieckim na południowym wschodzie, Kotliną Żywiecką na wschodzie, Beskidem Małym na północnym wschodzie i Pogórzem Śląskim na północy.
Do 1968 roku góry leżące na zachód od rzeki Olzy zaliczano do Beskidu Śląskiego, potem zaś wyodrębniono je jako Beskid Morawsko-Śląski. Granicą pomiędzy Beskidem Śląskim a Morawsko-Śląskim jest Przełęcz Jabłonkowska oraz doliny spływającego spod przełęczy na północ potoku Osetnica (czes. Ošetnice) i rzeki Olzy.
Na terenie Słowacji granicą między Beskidem Śląskim a Beskidem Żywieckim (w nomenklaturze słowackiej: Beskidami Kisuckimi) jest spływająca spod Przełęczy Zwardońskiej Skaliczanka (Skaliťanka), w dolnym biegu nosząca nazwę Čierňanki.
Na terenie Polski granicą pomiędzy Beskidem Śląskim a Beskidem Żywieckim jest Przełęcz Zwardońska, potok Czerna, a następnie Soła. Granicą pomiędzy Beskidem Śląskim a Beskidem Małym jest Brama Wilkowicka, a dalej na północy rzeka Biała. Pomiędzy Bramą Wilkowicką a doliną Soły poniżej Węgierskiej Górki Beskid Śląski sąsiaduje od wschodu z Kotliną Żywiecką.
Biorąc pod uwagę krainy historyczne, większa część Beskidu Śląskiego (części zachodnia, centralna i północna) wchodzi w obszar Śląska Cieszyńskiego. Części wschodnia i południowo-wschodnia to tereny Małopolski (a konkretniej tzw. ziemi żywieckiej lub Żywiecczyzny). Zupełnie niewielki fragment południowy (na południe od głównego wododziału karpackiego) wchodził w skład tzw. ziemi czadeckiej.
W nowej regionalizacji fizycznogeograficznej Polski wyłączono z Beskidu Śląskiego region Międzygórza Jabłonkowsko-Koniakowskiego.

## Klimat
Beskid Śląski, podobnie jak całe Beskidy Zachodnie charakteryzuje się opadami wynoszącymi od 800 do 1200 mm rocznie i dużym zaśnieżeniem w miesiącach zimowych. Największy wpływ na kształtowanie się pogody wywierają masy powietrza polarno-morskiego z przeważającym wiatrem zachodnim.
Temperatura powietrza obniża się wraz ze wzrostem wysokości n.p.m. stopniowo ku południowemu wschodowi. Średnia roczna temperatura waha się od 5,4 C w partiach grzbietowych do 8,5 C w dolinie rzeki Olzy. Najchłodniejszym miesiącem jest styczeń, natomiast najcieplejszym jest lipiec. Istotnym czynnikiem klimatycznym jest silny wiatr, który jest łagodzony przez otaczające góry. W porze wiosny i jesieni wieje tu wiatr halny. W partiach szczytowych Baraniej Góry, Równicy i Czantorii przeważają wiatry zachodnie i północno-zachodnie.
W okolicy Istebnej wiatrów zachodnich jest mniej, dlatego też notuje się tu mniejszą ilość opadów atmosferycznych. Wyższe partie, ponad 1000 m n.p.m. notują mniejszą liczbę dni z deszczem, opad spada tu w większej ilości jednorazowo, natomiast w niższych partiach liczba dni z deszczem jest większa.
Na największe opady, często w postaci nawalnej, narażone są północne i północno-zachodnie skraje grupy górskiej. W połowie września 2024 r. na północnej krawędzi grupy w ciągu 6 godzin spadło od 101,2 mm deszczu na Błatniej (917 m n.p.m.) przez 98,3 mm w Wapienicy (ok. 430 m n.p.m.) do 89,4 mm w centrum Bielska-Białej (ok. 330 m n.p.m.), czyli ok. 10% średniej rocznej.
W zimie zachmurzenie jest podobne do zachmurzeń w innych partiach gór i podobnie jak w innych częściach gór, zima jest tu łagodniejsza niż na nizinach w następstwie inwersji temperatury. Dzięki czystemu górskiemu powietrzu, dużemu nasłonecznieniu i dobrej wilgotności powietrza, klimat Beskidu Śląskiego sprzyja rekonwalescencji po chorobach dróg oddechowych i serca, a także łagodzi choroby nerwowe.

## Budowa geologiczna
Beskid Śląski zbudowany jest z masywnych piaskowców godulskich i istebniańskich. W części południowej góry zbudowane są z fliszu magurskiego. Występują tu złoża mineralne: piaskowce, wapienie i kruszywa naturalne. Duże znaczenie mają piaskowce godulskie, które występują tu w dwóch rodzajach: godulskie środkowe (wydobywane w dwóch kamieniołomach w Brennej) oraz godulskie dolne (wydobywane w kamieniołomie w Wiśle). Znajdują się tu również źródła wód mineralnych.
Charakterystyczne dla Beskidu Śląskiego jest występowanie stosunkowo licznych i miejscami dość rozbudowanych wychodni skalnych, a także największa na terenie polskich Beskidów koncentracja jaskiń, wśród których znajdują się m.in. dwie największe jaskinie polskiego fliszu karpackiego (Jaskinia Wiślańska – długość korytarzy 2275 m oraz Jaskinia Miecharska – długość korytarzy 1838 m). Według stanu na 31 sierpnia 2014 r. w polskim Beskidzie Śląskim było 415 jaskiń i schronisk skalnych o łącznej długości korytarzy 12 275,6 m. W dalszym ciągu są jednak odkrywane kolejne jaskinie, a w wielu dawniej znanych odkrywane są nowe partie. Według stanu na dzień 31 lipca 2017 r. w polskiej części Beskidu Śląskiego znanych było 526 jaskiń i schronisk skalnych o łącznej długości korytarzy 14 756 m. Dziewięć najdłuższych jaskiń polskich Karpat Fliszowych znajduje się w Beskidzie Śląskim.

## Pasma górskie
Beskid Śląski składa się z dwóch rozciągniętych południkowo pasm górskich, rozdzielonych doliną rzeki Wisły. Na zachodzie znajduje się Pasmo Stożka i Czantorii, natomiast na wschodzie Pasmo Wiślańskie, dzielone na kilka innych pasm i grup górskich:
- Pasmo Stożka i Czantorii, nazywane również Pasmem Czantorii,
- Pasmo Wiślańskie:
  - Pasmo Baraniej Góry i Skrzycznego, biegnące od doliny Wisły w Szczyrku na południe, po szczyt Karolówkę, na zachodzie po Przełęcz Salmopolską;
  - niski grzbiet między szczytem Karolówka a przełęczą Kubalonka. Jest on łącznikiem między Pasmem Baraniej Góry i Skrzycznego a Pasmem Stożka i Czantorii;
  - Pasmo Równicy odbiegające od Przełęczy Salmopolskiej na południowy zachód;
  - Beskid Węgierski odbiegający na północ od Przełęczy Salmopolskiej. Jest łącznikiem między Pasmem Baraniej Góry a Grupą Klimczoka i Szyndzielni;
  - Pasmo Klimczoka i Szyndzielni;
  - Pasmo Błatniej odgałęziające się na Trzech Kopcach od Grupy Klimczoka i Szyndzielni[2][8].

## Miejscowości turystyczne
| Miejscowość   | Ludność | Powierzchnia [km²] | Nad rzeką |
| ------------- | ------- | ------------------ | --------- |
| Bielsko-Biała | 176 453 | 124,51             | Biała     |
| Ustroń        | 15 415  | 58,92              | Wisła     |
| Wisła         | 11 810  | 110,26             | Wisła     |
| Istebna       | 11 279  | 84,25              | Olza      |
| Brenna        | 10 164  | 95,54              | Brennica  |
| Szczyrk       | 5810    | 39,07              | Żylica    |

## Zabytki
- kościół parafialny w Górkach Wielkich z XV–XVIII w., wystrój z XIX w.;
- ruina dworu w Górkach Wielkich;
- kościół parafialny z XVIII wieku w Brennej (centrum);
- kościół parafialny z XVIII wieku w Brennej Leśnicy;
- kościół drewniany z XVIII w. pod Przełęczą Kubalonka w Istebnej, przeniesiony z Przyszowic w 1958 r.;
- chałupa Kawuloków z drugiej połowy XIX w. (ob. Izba Regionalna); kilkadziesiąt innych drewnianych chałup i budynków gospodarczych w Istebnej;
- chałupy z XVIII–XIX wieku w Brennej (zabytki zanikające w wyniku rozbiórek);
- kościół drewniany z XVIII w. w Szczyrku;
- cmentarz z XIX w. w Szczyrku;
- wieża kościelna z XVI w. w Wiśle Łabajowie, przeniesiona w 1983 r. z Połomi k. Wodzisławia Śl.;
- pałacyk myśliwski Habsburgów z XIX w. w Wiśle, przeniesiony w 1985 r. z polany Przysłop pod Baranią Górą;
- chałupy drewniane i budynek Muzeum Regionalnego w Wiśle;
- kościół drewniany z XVIII w. w Ustroniu Nierodzimiu;
- kościół katolicki św. Klemensa z XVIII w. i kościół ewangelicki z XIX w. w Ustroniu;
- Zameczek Prezydencki z l. 1927-31 i kaplica z 1909 r. na Zadnim Groniu w Wiśle;
- Zamek Sułkowskich w Bielsku-Białej z II poł. XIV w., rozbudowany w XV – XVIII w.;
- katedra św. Mikołaja w Bielsku-Białej z XV w., gruntownie przebudowana na pocz. XX w.;
- Bielski Syjon
- katedra Zbawiciela w Bielsku-Białej z XVIII w. (ewangelicko-augsburska);
- Kościół św. Stanisława w Bielsku-Białej;
- kościół drewniany św. Barbary z XVII w. w Bielsku-Białej;
- Ratusz w Bielsku-Białej z XIX w.;
- dworzec PKP w Bielsku-Białej z XIX w.;
- zabytkowy układ urbanistyczny Starego Miasta w Bielsku-Białej
- Kościół Opatrzności Bożej w Bielsku-Białej
- Wille fabrykanckie w Bielsku-Białej
- Hotel President w Bielsku-Białej
- Ulica 11 Listopada w Bielsku-Białej
- Teatr Polski w Bielsku-Białej z XIX w.;
- Dom Tkacza, drewniany z XVIII w. w Bielsku-Białej;
- Willa Juliana Fałata w Bystrej;
- zamek z XVI w. w Grodźcu, obok park zamkowy i ruina kościoła;
- Pałac w Jaworzu
- kościół z XVIII w. w Jasienicy;
- drewniany, XVI-wieczny kościół św. Mikołaja w Nydku;
- i inne[2].

## Dawne przejścia graniczne
- Jaworzynka – Hrčava
- Stożek – Velký Stožek
- Stożek – Maly Stožek
- Beskidek – Beskydek
- Wielka Czantoria – Nýdek
- Jasnowice – Bukovec
- Leszna Górna – Horní Líštná
- Puńców – Kojkovice
- Cieszyn (most Wolności, most Przyjaźni) – Český Těšín (most Svobody, most Družby)
- Cieszyn – Chotěbuz
- Cieszyn – Český Těšín[2].

21 grudnia 2007 r. na mocy Układu z Schengen przejścia zostały zlikwidowane. Po tej dacie granicę można przekraczać na całej jej długości.

## Szlaki turystyczne
W Beskidzie Śląskim rozpoczyna swój bieg Główny Szlak Beskidzki:
 Ustroń – Równica – Czantoria Wielka – Stożek Wielki – przełęcz Kubalonka – Barania Góra – Węgierska Górka.
Inne ważniejsze szlaki piesze Beskidu Śląskiego:
- Pasmo Stożka i Czantorii:

 – Goleszów – Tuł – Czantoria Mała – Czantoria Wielka
 – Ustroń Zdrój – Czantoria Mała
 – Wisła Uzdrowisko – Schronisko na Soszowie Wielkim
 – Wisła Dziechcinka – Stożek Mały
 – Wisła Dziechcinka – Kobyla – Stożek Mały
 – Głębce – Stożek Wielki
 – Głębce – Kiczory – Stożek Wielki
 – Stożek Wielki – Istebna
 – Stożek Wielki – Jaworzynka
 – Głębce – przełęcz Kubalonka.
- Pozostałe pasma:

 – Skoczów – Nierodzim – Równica
 – Równica – Orłowa – Trzy Kopce Wiślańskie
 – Ustroń Polana – Orłowa – Ustroń Dobka – Wisła Obłaziec
 – Wisła – Trzy Kopce Wiślańskie – Przełęcz Salmopolska – Szczyrk
 – Brenna – Równica
 – Wisła Czarne – Schronisko PTTK Przysłop pod Baranią Górą
 – Koniaków – Schronisko PTTK Przysłop pod Baranią Górą – Barania Góra – Wisła Czarne
 – Barania Góra – Kamesznica
 – Brenna – Grabowa – Przełęcz Salmopolska
 – Szczyrk – Skrzyczne – Małe Skrzyczne – Malinowska Skała – Magurka Wiślańska – Barania Góra
 – Wilkowice – Siodło pod Klimczokiem – Szczyrk – Skrzyczne – Ostre
 – Mikuszowice Śląskie – Dębowiec – Szyndzielnia – Siodło pod Klimczokiem – przełęcz Karkoszczonka – Kotarz – Przełęcz Salmopolska – Malinowska Skała
 – Mikuszowice Śląskie – Bystra Krakowska – Klimczok
 – Mikuszowice Śląskie – Kozia Góra – przełęcz Kołowrót – Szyndzielnia – Klimczok
 – Brenna – Wielka Cisowa
 – Jasienica – Wielka Cisowa – Błatnia
 – Jaworze – Siodło pod Przykrą – Błatnia – Klimczok
 – Wapienica – Błatnia.
Ważniejsze szlaki piesze po stronie czeskiej:
  – Trzyniec – stok Wielkiej Czantorii – Nýdek – Filipka – Bukowiec – Girowa – Mosty koło Jabłonkowa
  – schronisko pod Wielką Czantorią – Soszów Wielki – Stożek Wielki
  – Jabłonków – Groniczek (połączenie ze szlakiem   z Czantorii Wielkiej)

## Schroniska i chatki studenckie
| Schronisko turystyczne                                  | Wysokość [m n.p.m.] | zdjęcie |
| Schronisko PTTK na Błatniej                             | 891                 |         |
| Schronisko PTTK na Klimczoku                            | 1034                |         |
| Schronisko PTTK Przysłop pod Baranią Górą               | 900                 |         |
| Schronisko PTTK na Równicy                              | 785                 |         |
| Schronisko PTTK na Skrzycznem                           | 1250                |         |
| Schronisko PTTK na Stożku                               | 979                 |         |
| Schronisko PTTK na Szyndzielni                          | 1001                |         |
| Schronisko na Koziej Górze                              | 686                 |         |
| Schronisko na Dębowcu                                   | 526                 |         |
| Schronisko na Soszowie Wielkim                          | 792                 |         |
| Schronisko na Stecówce                                  | 760                 |         |
| Schronisko „Chata wuja Toma” na przełęczy Karkoszczonka | 736                 |         |
| Telesforówka na Trzech Kopcach Wiślańskich              | 810                 |         |
| Chatka AKT na Pietraszonce                              | ok. 800             |         |

## Ludność i historia regionu
Wśród ludów żyjących w Beskidzie Śląskim zaszły w początkach młodszej epoki kamienia (między 2500 a 1700 lat p.n.e.) poważne zmiany i przeobrażenia na tle przechodzenia ze zbieractwa i łowiectwa w uprawę roli i hodowli zwierząt. Były one następstwem przypływu nowych fal ludności znad Dunaju poprzez Bramę Morawską i Przełęcz Jabłonkowską. Przybywały tędy karawany kupieckie z imperium rzymskiego, czego świadectwem są różne znaleziska monet rzymskich, z których część znajduje się w Muzeum Cieszyńskim. W IX wieku obszar Beskidu Śląskiego stał się częścią państwa wielkomorawskiego, następnie w X wieku został przyłączony do nowo utworzonej Polski. W 1290 r. powstało księstwo cieszyńskie, którego teren obejmował większą część Beskidu Śląskiego. W 1526 r. obszar ten – z wyjątkiem wschodnich stoków Pasma Wiślańskiego, należących do Królestwa Polskiego – znalazł się pod panowaniem Habsburgów. W średniowieczu grody powstawały głównie na pogórzu i nizinach wokół Beskidu Śląskiego, później osadnictwo zaczęło się posuwać na południe, w głąb dolin Olzy i Wisły. Kolonizacji tych terenów dokonywali książęta cieszyńscy lub szlachta za ich przyzwoleniem. Osadnictwo było popierane przez panujących, bo zwiększało dochody pana ziemi. W 1763 r. po wojnach śląskich powstał tzw. Śląsk Austriacki – część Śląska, która pozostała w rękach Habsburgów. Po roku 1867, kiedy powstały Austro-Węgry, austriacki Śląsk jako jeden z krajów koronnych uzyskał autonomię z własnym sejmem krajowym w Opawie.
Na przełomie XIX i XX wieku powstały pierwsze miejscowe organizacje turystyczne, mające na celu zagospodarowanie turystyczne tego terenu: w 1893 r. niemieckie Beskidenverein, a w 1909 r. polskie Towarzystwo Turystyczne „Beskid” w Cieszynie.
Po rozpadzie monarchii habsburskiej teren Beskidu Śląskiego był miejscem konfliktów (również zbrojnych: wojna polsko-czechosłowacka 1919 r.) między nowo powstałym państwem polskim i Czechosłowacją. Ostatecznie Beskid Śląski znalazł się w częściach w granicach obu krajów.

## Dodatkowe informacje
Na stokach Baraniej Góry znajdują się tereny źródliskowe Wisły. Beskid Śląski jest mocno zalesiony: pierwotnie dominowały tu lasy bukowo-jodłowe (buczyna karpacka), obecnie – głównie świerczyny sztucznego pochodzenia.
Beskid Śląski posiada gęstą sieć osadniczą i dobrze rozwiniętą sieć komunikacyjną. Główne miasta Beskidu Śląskiego po stronie polskiej to Wisła i Szczyrk, a u północnego podnóża – Ustroń i Bielsko-Biała. Po stronie czeskiej głównymi miastami są Trzyniec i Jabłonków w dolinie Olzy.
Beskid Śląski w obrębie historycznego Śląska Cieszyńskiego zamieszkiwali górale śląscy, natomiast wschodnie stoki, opadające ku Kotlinie Żywieckiej – górale żywieccy. Gospodarka tych terenów tradycyjnie opierała się na pasterstwie, a szczególnie na jego specyficznej górskiej odmianie – szałaśnictwie. W ostatnich dziesięcioleciach coraz większego znaczenia nabierają funkcje wypoczynkowe, turystyczne i uzdrowiskowe beskidzkich miejscowości. W miejscowościach położonych w południowej części regionu zachowane są przykłady budownictwa ludowego (gł. drewnianego), kultywowana jest kultura ludowa (liczne zespoły folklorystyczne).
Za ratownictwo górskie w rejonie Beskidu Śląskiego odpowiedzialna jest Beskidzka Grupa GOPR.